# Polmont
Polmont (Poll-Mhonadh in lingua gaelica scozzese) è una località della Scozia, situata nell'area di consiglio di Falkirk.